# Phragmatobia simplonica
Phragmatobia simplonica là một loài bướm đêm thuộc phân họ Arctiinae, họ Erebidae.